# الدر اسکورولز ۴: جزایر لرزان
الدر اسکورولز IV: جزایر لرزان (به انگلیسی: The Elder Scrolls IV: Shivering Isles) عنوان دومین بسته الحاقی برای بازی نقش‌آفرینی اکشن  الدر اسکورولز ۴: آبلیویئن است. این بسته در ۱۸ ژانویه ۲۰۰۷ رونمایی شد، و توسط بتزدا سافت‌ورکز از طریق بازار ایکس‌باکس لایو منتشر شد؛ عرضه خرده‌فروشی آن نیز به‌وسیلهٔ ۲کی انجام شد. این بسته در تاریخ ۲۶ مارس ۲۰۰۷ در یک نسخهٔ جعبه‌ای برای مایکروسافت ویندوز منتشر شد، در حالی که نسخهٔ کنسول ایکس‌باکس ۳۶۰ به صورت دیجیتالی از طریق بازار ایکس‌باکس لایو در دسترس قرار گرفت. این بسته الحاقی همچنین به صورت مستقل در ۲۰ نوامبر ۲۰۰۷، برای نسخهٔ بازی کنسول پلی‌استیشن ۳، و به شکل دیجیتالی از طریق شبکه پلی‌استیشن در ۲۹ نوامبر ۲۰۰۷ عرضه شد. بسته‌های جزایر لرزان و شوالیه‌های نه در کنار یکدیگر در نسخهٔ بازی سال آبلیویئن عرضه شدند.